# Хурай-Хобок
Хурай-Хобок (рос. Хурай-Хобок) — село Тункинського району, Бурятії Росії. Входить до складу Сільського поселення Толтой.
Населення — 630 осіб (2015 рік).